# Postgeschichte und Briefmarken Berlins
Die Postgeschichte von Berlin umfasst die Geschichte des Postwesens in Berlin. Im philatelistischen Sinne bezeichnet „Berlin“ jene Briefmarkenausgaben, die aufgrund politischer Verhältnisse für die faktisch betrachtete „Enklave“ West-Berlin erschienen. Seltener umfasst der Begriff auch die Bärenmarken (für Groß-Berlin nach 1945) oder jegliche Ausgaben mit Berlin-Bezug.

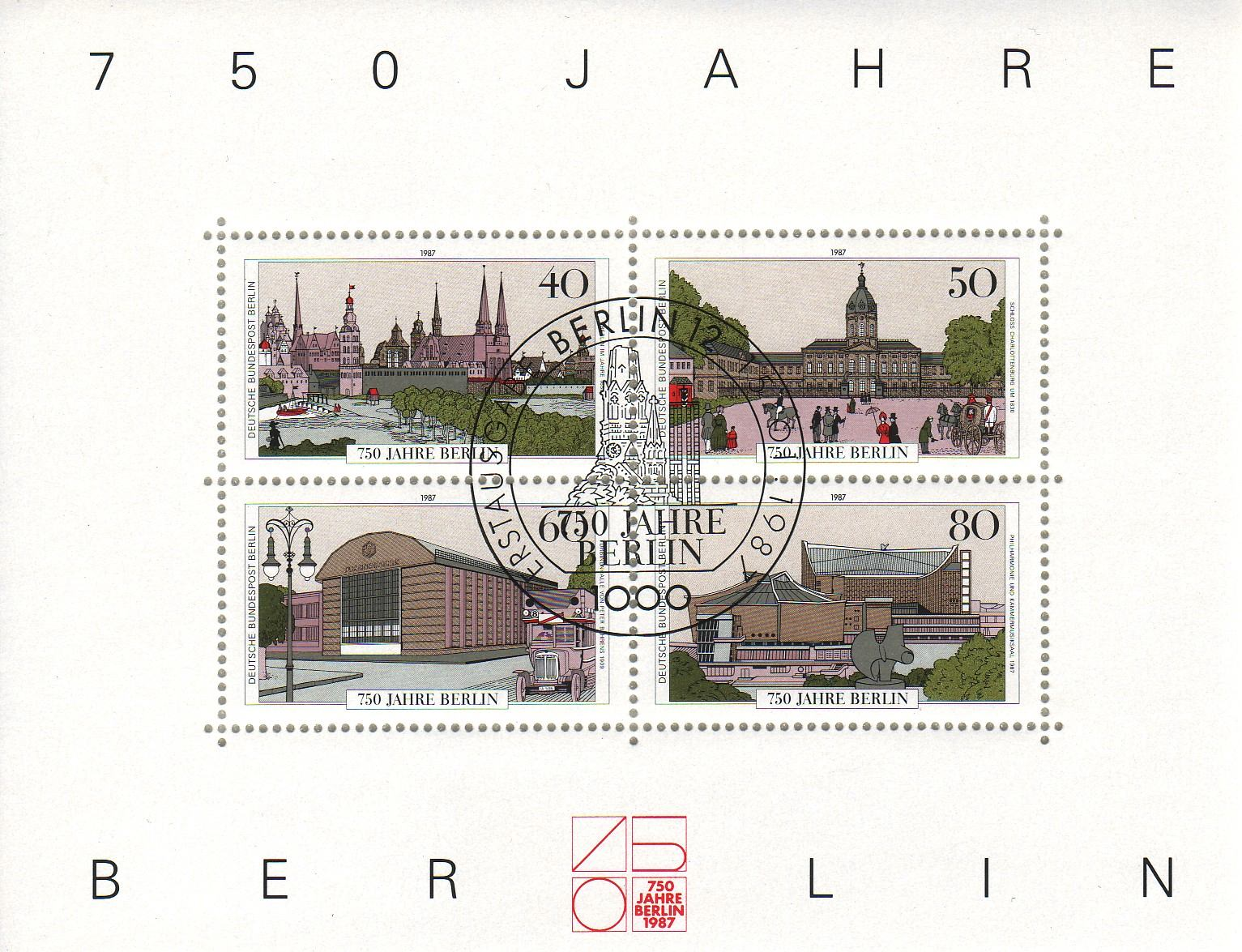
Letzter Briefmarkenblock (Michel-Katalog-Nr. Block 8) der Deutschen Bundespost Berlin vom 15. Januar 1987 zur 750-Jahr-Feier Berlins. Exemplar mit aufgedrucktem Sonderstempel (Briefmarkenblocks der Deutschen Bundespost Berlin)

## Situation bis 1945

### Postaktivitäten

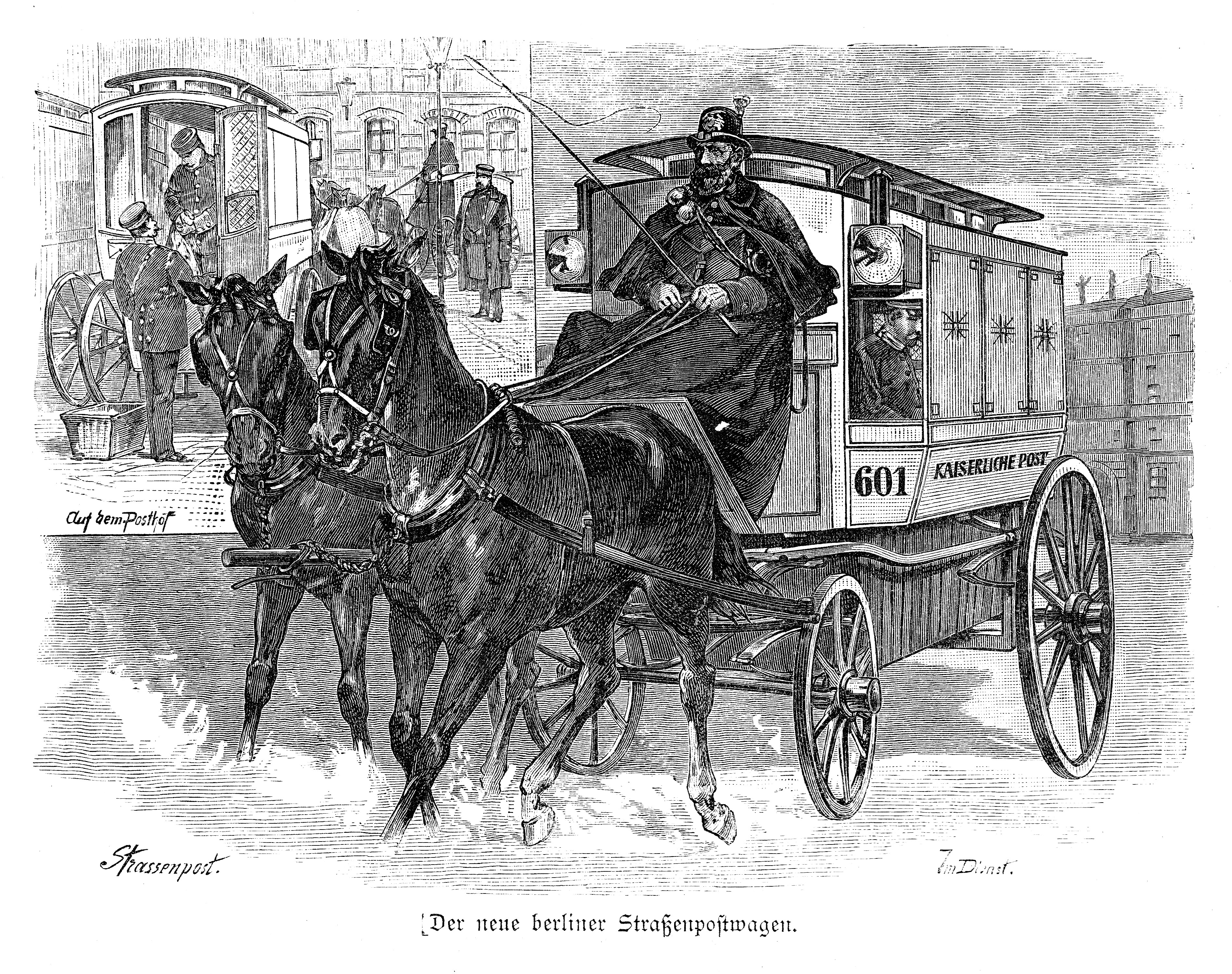
Berliner Straßenpostwagen, um 1890

#### Straßenpostdienst in Berlin um 1890
Ende der 1880er Jahre wurden Reformen im innerstädtischen Postbetrieb notwendig, um dem hohen Postaufkommen der Großstadt gerecht zu werden, da täglich etwa 300.000–400.000 Stadtbriefe in Berlin ausgeliefert wurden. Trotz der Unterstützung einer stark genutzten privaten Post, die den lokalen Briefverkehr bereits erheblich entlastete, sah sich die kaiserliche Reichspostverwaltung in Berlin veranlasst, zusätzliche Maßnahmen zu ergreifen, um die Zustellzeiten weiter zu verkürzen und den wachsenden Anforderungen des Berliner Postverkehrs zu entsprechen.
Am 1. November 1889 führte die Berliner Reichspostverwaltung daher eine Neuerung im Stadtbriefverkehr ein, die eine schnellere Zustellung ermöglichte. Durch eine neue Einteilung der Stadt wurde Berlin in elf Segmente unterteilt, die jeweils von speziell konstruierten Straßenpostwagen bedient wurden. Diese Wagen verkehrten tagsüber kontinuierlich zwischen dem Stadtpostamt und den ihnen zugeordneten Postämtern und ermöglichten eine stündliche Abholung und Zustellung der Sendungen. Die durchschnittliche Zustellzeit für Stadtbriefe verkürzte sich dadurch um mindestens eine Stunde auf nur noch zwei bis drei Stunden.
Die neuen Straßenpostwagen waren omnibusartig und mit Sortierregalen ausgestattet, in denen die Postsendungen bereits während der Fahrt nach Postämtern geordnet werden konnten. Die Wagen waren mit Fenstern und Lampen versehen, um auch bei Dunkelheit einsatzfähig zu sein. An der Rückseite befand sich ein Briefeinwurf, sodass eilige Briefe auch während der Fahrt eingeworfen werden konnten. Der Schaffner sortierte die Sendungen während der Fahrt und übergab diese sortiert am Stadtpostamt, wodurch die Verteilung an die lokalen Postämter beschleunigt wurde. Im Stadtpostamt wurden ebenfalls Sendungen für die jeweilige Route der Straßenpostwagen entgegengenommen, die dann an die Postämter auf der jeweiligen Route ausgeliefert wurden, was den Ablauf weiter optimierte.

#### 1920er Jahre
Zwischen 1925 und 1928 entstand das neue Gebäude der Oberpostdirektion Berlin nach Entwürfen von Willy Hoffmann in der Dernburgstraße 50. Die Oberpostdirektion wurde in der Zeit des Nationalsozialismus in Reichspostdirektion umbenannt. Weitere Postgebäude entstanden in den 1920er Jahren mit dem Wohnhaus Herbartstraße 21/22 und dem Hedwig-Rüdiger-Haus.

### Briefmarken für Berlin
Bei Einführung der Briefmarken lag Berlin wie das ganze Königreich Preußen im Bereich der preußischen Staatspost. Dementsprechend waren für Berlin folgende Briefmarkenausgaben maßgeblich:
- Marken von Preußen 1850–1867 (gültig bis zum 31. Dezember 1867, mit Ausnahme einiger Dienstmarken)
- Marken des Norddeutschen Bundes 1868–1870 (gültig bis zum 31. Dezember 1871 mit einigen Ausnahmen)
- Marken des Deutschen Reiches 1871–1945

Im Ersten Weltkrieg, von 1914 bis 1918 wurden auf dem Gelände der Trabrennbahn in Ruhleben etwa 4000 britische wehrfähige Männer interniert. Für die Nachrichtenübermittlung innerhalb des Lagers wurde eine Lagerpost (R.X.D. = Ruhleben Express Delivery) gegründet, die in der Zeit vom 19. Juli 1915 bis zum 3. April 1916 existierte und eigene Briefmarken herausgab.

## 1945–1948
Das Festhalten der nationalsozialistischen Führung an einer sinnlosen Fortsetzung des längst verlorenen Kriegs führte zur Schlacht um Berlin. Frauen und Kinder wurden als Ersatz für Postmitarbeiter, die sich im Krieg befanden, herangezogen. Zwei Briefmarkenausgaben des „Grossdeutschen Reichs“ gelangten auf dem Luftweg von der Staatsdruckerei in Wien noch nach Berlin, verwendet werden konnten diese nur auf Briefen innerhalb einiger Postämter Berlins, da kein postalischer Kontakt mehr ins übrige Deutschland bestand.
Noch bis zum 21. April 1945 traf Bahnpost aus dem Westen ein, das Postscheckamt buchte noch, bis zum 26. April 1945 wurden Briefkästen geleert und Briefe zugestellt. Erst in einer Verfügung vom 14. Mai 1945 der Reichspostdirektion Berlin hieß es: „Jede dienstliche Handlung im Post- und Fernmeldebetrieb hat vorerst zu unterbleiben“. Dennoch waren die verbliebenen Mitarbeiter der Post aufgerufen, zur Arbeit zu erscheinen, um die notwendigsten Aufräumungsarbeiten durchzuführen.
Nach der Kapitulation wurde am 19. Mai 1945 die Zuordnung des Post- und Fernmeldewesens in Groß-Berlin zum Magistrat vollzogen, damit wurde Betrieb und Verwaltung eine städtische Angelegenheit. Berlin war zu dieser Zeit ausschließlich von sowjetischen Truppen besetzt. Erst am 4. Juli 1945 zogen Amerikaner und Briten ein. Die Franzosen folgten am 12. August, ihnen waren nachträglich am 30. Juli 1945, auf Beschluss vom 12. September 1944 in London, die aus dem britischen Sektor abgetrennten Verwaltungsbezirke Reinickendorf und Wedding zugesprochen worden. Groß-Berlin unterstand nun der Alliierten Kommandantur.
Seit dem 18. Mai 1945 bestand eine nicht öffentliche Stafettenpost. Postalisch wurde der Gelddienst, Postanweisungen und Postscheckdienst wieder am 22. Juni aufgenommen. Seit dem 2. August 1945 gab es einen eingeschränkten, offiziellen Postdienst in Groß-Berlin. Zugelassen waren nur Postkarten. Briefsendungen bis 1000 Gramm waren nur von Behörden und öffentlichen Betrieben abzusenden. Als Postwertzeichen wurden die Berliner Bärenmarken mit der Ausgabelandsbezeichnung Stadt Berlin eingeführt.
Briefmarkenausgaben bis zur Währungsreform
Der Magistrat der Stadt Berlin beschloss am 20. Mai 1945 die Ausgabe erster eigener Briefmarken nach dem Ende des Krieges. Magistratsmitglieder hatten Grafiker gebeten, Entwürfe vorzulegen, die die neue politische Ausrichtung in wenigen Symbolen zum Ausdruck bringen sollten. Aus den Entwürfen wurden schließlich die als „Bärenserie“ oder „Bärenmarken“ (Hauptmotiv war der Berliner Bär) bezeichneten Postwertzeichen ausgewählt. Die Vorlagen stammten von Heinz Schwalbe, der das Berliner Wappentier einfach (5-, 8- und 20-Pfennig-Wert), mit Spaten (6-Pfennig-Wert), mit Ziegelstein (10-Pfennig-Wert) und mit Balken (12-Pfennig-Wert) abbildete. Der 30-Pfennig-Wert stellt eine neu gepflanzte Eiche vor den Ruinen des Belle-Alliance-Platzes dar. Die Erstausgabe erfolgte am 22. Mai des Jahres. Die Marken waren bis zum 31. Oktober 1946 in (Groß-)Berlin gültig.
Weitere in Berlin verwendete Briefmarkenausgaben waren:
- AM-Post-Marken gültig vom 8. Dezember 1945 bis zum 31. Dezember 1946 in allen Sektoren, vorher nur in den Westsektoren
- Gemeinschaftsausgaben des Alliierten Kontrollrates bis zum 23. Juni 1948.

Die Bärenserie leitet im Michel-Katalog das Sammelgebiet SBZ ein (Michel-Nummern 1–7), obwohl es eigentlich eine Ausgabe aller Alliierten war und somit auch als Gemeinschaftsausgabe verstanden werden könnte.

## Im Jahr der Währungsreform 1948
Die Sowjets richteten ihre Zentralverwaltung für die sowjetische Besatzungszone in Personalunion bei der Magistratspost ein. Damit sollte erreicht werden, dass die Berliner Magistratspost unter die Verwaltung der Sowjets kam. Das Gerangel endete schließlich mit der Verlautbarung der alliierten Kommandanten, dass der Magistrat gegenüber der Reichspost die Stellung eines Kurators habe und dies so bleiben werde, bis die Reichspost neu organisiert sei. Bis dahin müsse der Leiter der Reichspost ein gewähltes Mitglied des Magistrats sein.
Die Briten und Amerikaner hatten ihre Bizone, die Russen wandelten die bisherige Postverwaltung zur Hauptverwaltung Post- und Fernmeldewesen der Deutschen Wirtschaftskommission für die sowjetische Besatzungszone, ansässig in Ost-Berlin, um. Ihr unterstellt waren die Oberpostdirektionen Dresden, Erfurt, Halle, Potsdam und Schwerin. Man zeigte keine Hemmungen mehr, wenigstens den Sowjetischen Sektor von Groß-Berlin als unter seiner Regie stehend zu betrachten.
Im Jahr 1948 zeigte sich, dass die Sowjetunion kein großes Interesse an einer Viermächteverwaltung Berlins hatte. Immer wieder wurde der Zugang zum Westen unterbrochen. Technische Schwierigkeiten, der schlechte Zustand der Brücken und Schleusen, waren ebenso unglaubwürdige Begründungen wie die Abwehr von Flüchtlingen aus Westdeutschland in die Sowjetische Besatzungszone (SBZ). Konkret wurde man am 20. März 1948, als die sowjetische Delegation den Kontrollrat verließ und damit die Viermächteregierung Deutschlands beendete. Am 16. Juni 1948 zog die sowjetische Delegation demonstrativ aus der Sitzung der Alliierten Kommandantur Berlin aus. Zu dieser Zeit wurde der Paket- und Päckchenversand zwischen Berlin und den vier Besatzungszonen unterbrochen, der im Mai 1947 zugelassen worden war. Wieder waren die Begründungen äußerst fadenscheinig. Einen Paketverkehr zwischen der Ostzone und den Westzonen gab es noch nicht. Die Ostzone bot den Berlinern die Dienste der Ostpost an, um einem Missstand abzuhelfen, da ja die Magistratspost offensichtlich unfähig sei. West-Berliner sollten ihre Pakete in den Westen offen in den Ostsektoren aufgeben, auf eine Inhaltskontrolle wollte man nicht verzichten. Einen nennenswerten Erfolg hatte das Angebot nicht. Und so sammelten sich bis zur Eröffnung der Luftbrücke 500.000 Pakete an.
Die Währungsreform in Westdeutschland am 20. Juni 1948 bot den Anlass zur völligen Schließung der Verkehrswege zwischen Ost und West. Die Sowjets verfügten ihre Geldreform zum 23. Juni 1948 in der Ostzone und Groß-Berlin. Die westlichen Alliierten erklärten die Verfügung für „null und nichtig“ und wiesen die Dienststellen der Stadt an, den sowjetischen Befehl in den westlichen Sektoren nicht durchzuführen. Somit konnten am 24. Juni 1948 in West-Berlin Briefe noch mit Reichsmark-Währung frankiert werden.
Am 24. Juni wurde die DM der Bank Deutscher Länder als gesetzliches Zahlungsmittel in den Westsektoren Berlins eingeführt. Kein Arbeitnehmer hatte jedoch das Recht, mehr als 25 % seiner Einkünfte in DM-West zu erhalten. Die DM-West sollte lediglich den ungehinderten Handel zwischen Berlin und Westdeutschland ermöglichen. Die Entscheidung war nicht leichtgefallen, die Schwierigkeiten einer Misch- oder Doppelwährung waren bekannt.
Marken der Bizone wurden sofort nach der Währungsreform am 24. Juni in West-Berlin eingeflogen. Sie kamen am 25. Juni zur Ausgabe. Es waren dies die Band-Aufdrucke 6, 8, 12 und 24 Pfennig und Netz-Aufdruck 10, 16, 20 und 30 Pfennig. Später wurden die anderen Werte in Berlin überdruckt.
Die Sowjetische Besatzungszone erkannte diese Postwertzeichen nicht an und erklärte sie und die ganze Postverwaltung in West-Berlin für illegal.
Aufdruck-Ausgaben

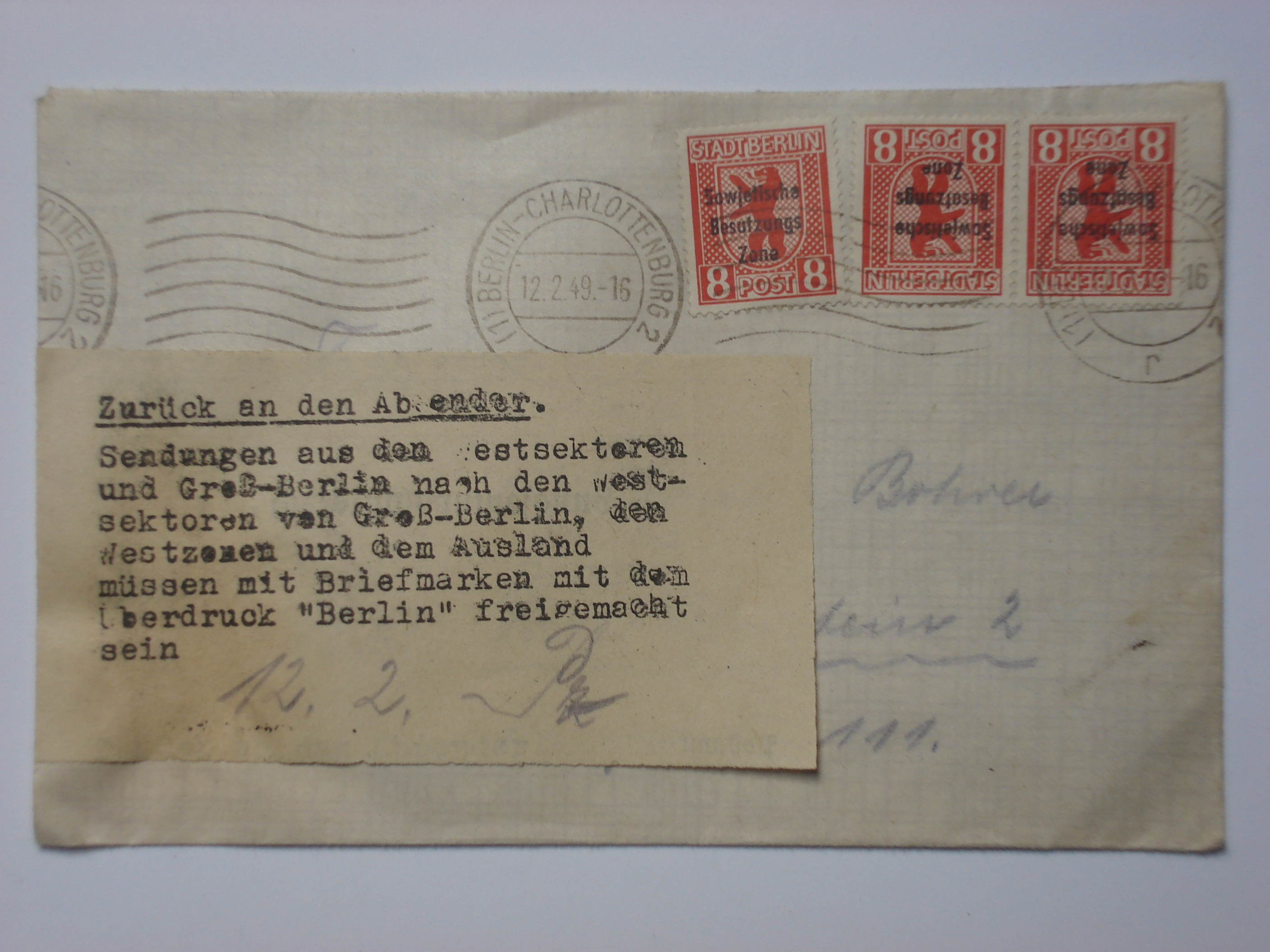
Brief aus West-Berlin, nicht befördert wegen Frankatur mit Ostmarken, Februar 1949

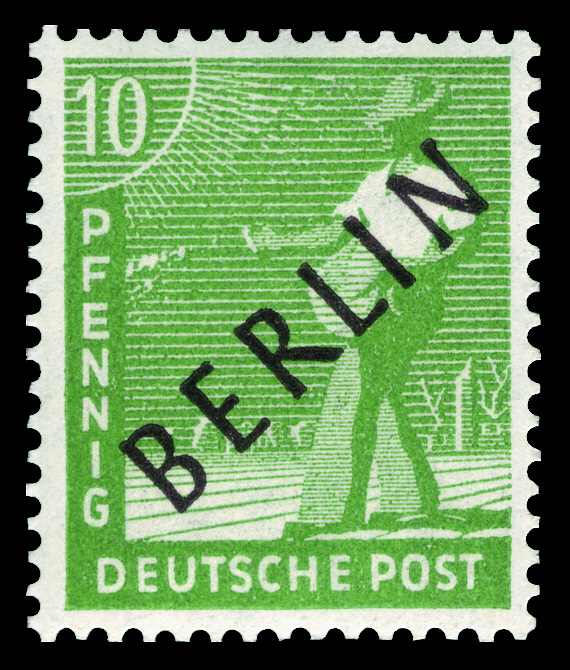
West-Berlin, 1948

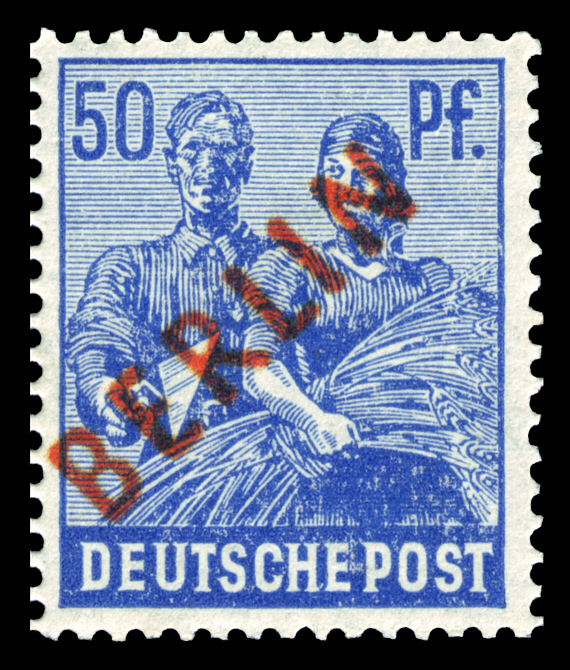
West-Berlin, 1949

Am 1. September 1948 gab man in West-Berlin neue Briefmarken mit dem Aufdruck „BERLIN“ in Schwarz heraus, auch sie wurden für Ostgeld bei den West-Berliner Postämtern verkauft und ebenso wenig vom Osten akzeptiert. Daraufhin boten Schreibwarenhändler sowjetzonale Briefmarken zur Verwendung für Sendungen in den Osten an. Diese Marken wurden von West-Berliner Postämtern entwertet. Der Osten reagierte prompt. Sie holten die Restbestände der „Bärenmarke“ mit der Ausgabelandbezeichnung „Stadt Berlin“, versahen sie mit dem Aufdruck „Sowjetische Besatzungszone“ und verkauften sie bei ihren Postämtern (ab dem 20. September 1948). Die so in West-Berlin abgestempelten Marken erweckten in aller Welt den Eindruck, dass die Stadt Berlin zur Sowjetischen Besatzungszone gehört. Am 14. Januar 1949 verboten die Westalliierten die Verwendung von Marken aus der sowjetischen Besatzungszone zur Verwendung innerhalb West-Berlins und nach Westdeutschland. Damit endete auch die Möglichkeit der Ost-West-Mischfrankaturen. Es trat folgende Bestimmung in Kraft:

„Die Verwendung der im sowjetischen Sektor und in der sowjetischen Zone gültigen Postwertzeichen zur Freimachung von Postsachen, die innerhalb der Westsektoren von Groß-Berlin aufgeliefert werden, ist verboten. Ausgenommen hiervon sind solche Postsachen, die im sowjetischen Sektor von Groß-Berlin oder in der sowjetischen Zone Deutschlands zuzustellen sind. In den Westsektoren von Groß-Berlin eingelieferte Sendungen an Empfänger in den Westsektoren oder in den Westzonen, die mit den im Ostsektor oder in der sowjetischen Zone Deutschlands gültigen Postwertzeichen freigemacht sind, sind als unzulässig an den Absender zurückzugeben.

Im Auftrag gez. Dr. Kleemann“

Die Schwarzaufdrucke wurden aber weiter für Ostmark verkauft und waren auch, außer für das Einschreibporto nach Westdeutschland, bis zum 20. März 1949 frankaturgültig (Aufbrauch bis 31. März 1949 möglich).
Die Magistratspost gab ab 20. Januar 1949 vier neue Marken, die Werte zu 10, 15, 20 und 60 Pfennig mit Aufdruck „BERLIN“ in Rot heraus, die nur gegen Westgeld verkauft werden durften. Die anderen Werte mit Rotaufdruck folgten erst am 21. März 1949.
Die Spaltung machte sich auch im Postscheckdienst bemerkbar. Innerhalb von 14 Tagen musste ein Postscheckamt Berlin (West) eingerichtet werden. Es nahm am 9. August 1948 seine Tätigkeit auf. Bis zum 3. Dezember 1948 ausschließlich zuständig für West-Berlin, bei Kontoführung in beiden Währungen, dann auch für die Bizone und später für die Französische Besatzungszone.
Neun Monate dauerte die Blockade Berlins, in denen die Postversorgung mit dem Westen über die Luftbrücke erfolgte. Selbst nach Beendigung der Blockade musste weiter ein großer Teil der Post auf dem Luftweg befördert werden, denn der Nachholbedarf an Kohle, Lebensmittel und weiteren Grundbedarfsmitteln hatte Vorrang.
Am 17. Dezember 1948 wurde Ernst Reuter, nach freien Wahlen in den Westsektoren, einstimmig zum Oberbürgermeister gewählt. Der Magistrat von Groß-Berlin war am 30. November 1948 abgesetzt worden. Sofort versuchte nun wieder die Ost-Berliner Post, das Post- und Fernmeldewesen in den West-Sektoren zu übernehmen.
Die DM-West wurde am 20. März 1949 in West-Berlin alleiniges Zahlungsmittel, das nun in das westdeutsche Wirtschafts- und Finanzsystem eingebunden war. Die Ost-Berliner Postverwaltung erkannte Briefmarken aus West-Berlin nicht an und belegte solche Sendungen in ihrem Machtbereich mit Nachporto. Diesmal verhielt sich die Magistratspost ebenso. Das hatte Annahmeverweigerungen in nie gekanntem Umfang zur Folge. Der Streit wurde am 12. September 1949 beigelegt.
Der Weg war nun frei für eine Angleichung im Verwaltungs- und Gebührenwesen mit der Bundespost. Noch gab es Unterschiede in der Gebührenerhebung. Die Postwertzeichen wurden gegenseitig zur Freimachung im anderen Postgebiet anerkannt, und vieles mehr war zu regeln.
Mit der Vereidigung der ersten Bundesregierung am 20. September 1949 gehörte der neuen Regierung auch der Bundesminister für Post- und Telegraphie an. Die Hauptverwaltung für das Post- und Fernmeldewesen des amerikanischen und britischen Besatzungsgebiets (HVPF) in Frankfurt am Main wurde mit der Wahrnehmung der Geschäfte des Postministeriums beauftragt. Mit Wirkung vom 1. April 1950 wurden die Oberpostdirektionen in den Ländern Baden, Rheinland-Pfalz und Württemberg-Hohenzollern (Französische Zone) von der Verwaltung des Bundes übernommen.

## Von der Währungsreform bis zum 4. Februar 1950
Am 24. Juni 1948 führte die Sowjetunion in ihrer Besatzungszone als Reaktion auf die Währungsreform 1948 (Westdeutschland) eine eigene Währungsreform durch, die das Gebiet von Groß-Berlin mit einschloss, von den Westalliierten aber nicht anerkannt wurde. Mit der Währungsreform wurden verschiedene überdruckte Ausgaben der Gemeinschaftsausgaben in neuer Währung (Ostmark) ausgegeben und sofort in der SBZ und im Sowjetischen Sektor von Berlin verwendet. Von diesem Moment an entstand mit der wirtschaftlichen Trennung Berlins in West- und Ost-Berlin auch die postalische Trennung.
Die westlichen Alliierten verfügten daraufhin am 25. Juni 1948 eine eigene Währungsreform in West-Berlin, die neue Ostmark war hier aber ebenso gültig wie die neuen SBZ-Marken. Am 3. September 1948 wurde im Westteil der Stadt eine neue Briefmarkenserie ausgegeben. Dazu wurden 20 Marken der sogenannten 2. Kontrollratsausgabe (also Ausgaben der alliierten Besetzung für Gesamtdeutschland) mit einem schwarzen Aufdruck „Berlin“ überdruckt (Schwarzaufdruck). Mit diesen Schwarzaufdrucken begann das Sammelgebiet Berlin. Die Marken wurden jedoch in der SBZ nicht anerkannt und beanstandet. Das war der Beginn des Berliner Postkriegs. Am 20. Januar 1949 und am 21. März 1949 erschien eine weitere, diesmal rot überdruckte Serie der 2. Kontrollratsausgabe (Rotaufdruck). Die Marken mit Rotaufdruck wurden nur noch gegen D-Mark verkauft. Am 21. März 1949 wurde die D-Mark zum alleinigen Zahlungsmittel in West-Berlin erklärt.
Die Benutzung der SBZ-Marken wurde in West-Berlin nach und nach eingeschränkt:
- Ab dem 11. September 1948 sollten keine Sendungen mit SBZ-Marken mehr über die Luftbrücke transportiert werden. Allerdings wurde diese Maßnahme nur halbherzig verfolgt.
- Ab dem 14. Januar 1949 durften SBZ-Marken nur noch auf Sendungen nach Ost-Berlin, in die SBZ oder ins Ausland verwendet werden, nicht mehr für Sendungen innerhalb West-Berlins oder in die drei westlichen Besatzungszonen.
- Ab dem 21. März 1949 durften die SBZ-Marken in West-Berlin gar nicht mehr verwendet werden.

Bis zum 15. September 1949 hielt der „Berliner Postkrieg“ an. In der Endphase wurden auch die SBZ-Marken für Postsendungen aus der SBZ nach West-Berlin nicht mehr anerkannt und mit Nachporto belegt. Erst danach einigten sich die vier Mächte auf die gegenseitige Anerkennung der jeweiligen Briefmarken.
Ab dem 20. Januar 1950 waren die Berliner Marken während ihrer Gültigkeitsdauer auch in der Bundesrepublik gültig.
In West-Berlin durften ab dem 27. Oktober 1949 auch die noch gültigen Marken der Bizone, der französischen Zone und der Bundesrepublik verwendet werden. Die endgültige und dauerhafte Genehmigung, bundesdeutsche Marken während ihrer Gültigkeitszeit auch in West-Berlin zu verwenden, wurde am 4. Februar 1950 erteilt.

## Vom 4. Februar 1950 bis zur deutschen Wiedervereinigung

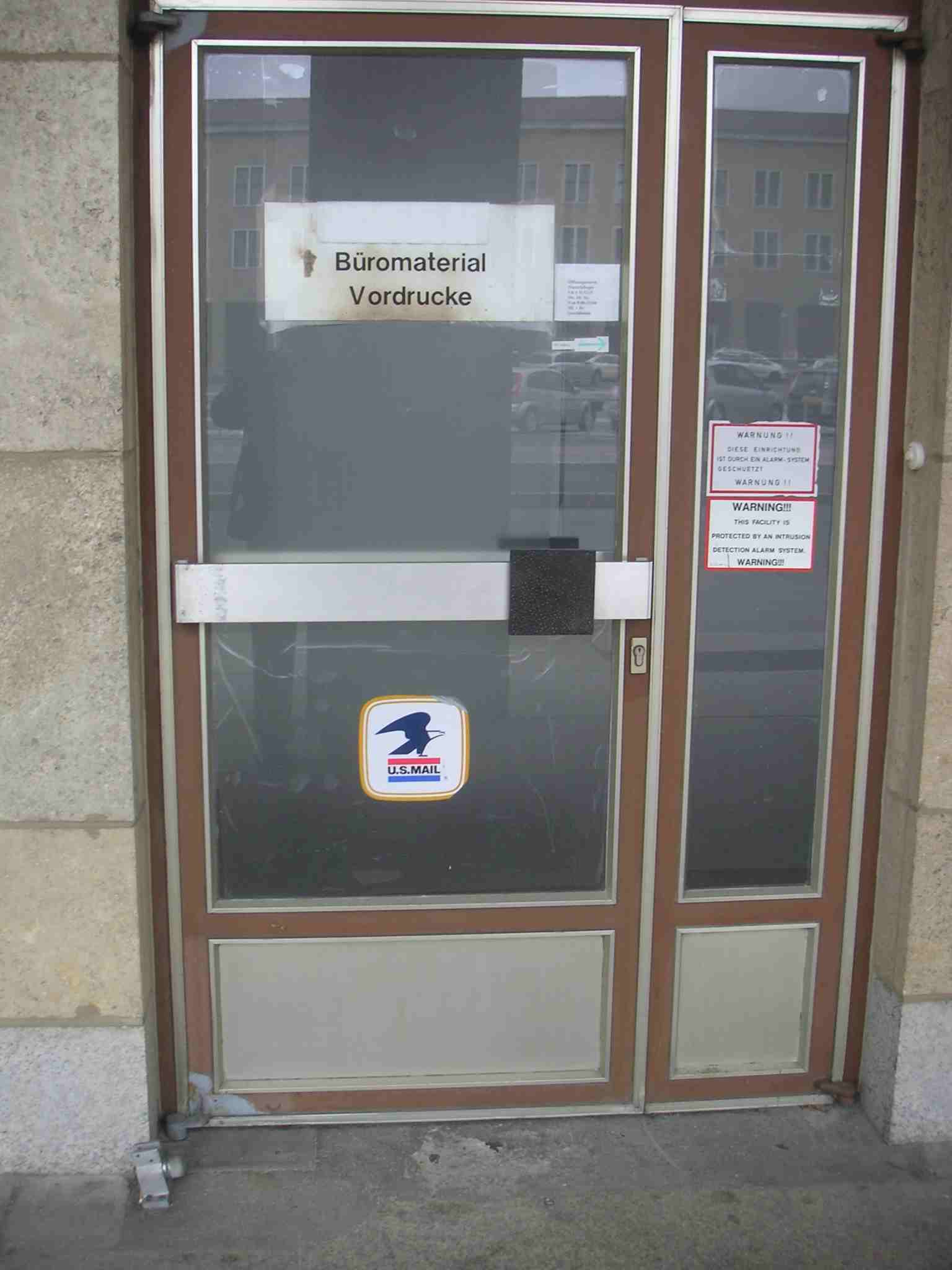
Die Alliierten unterhielten innerhalb West-Berlins eigene Postämter, hier das amerikanische Postamt in Berlin-Tempelhof

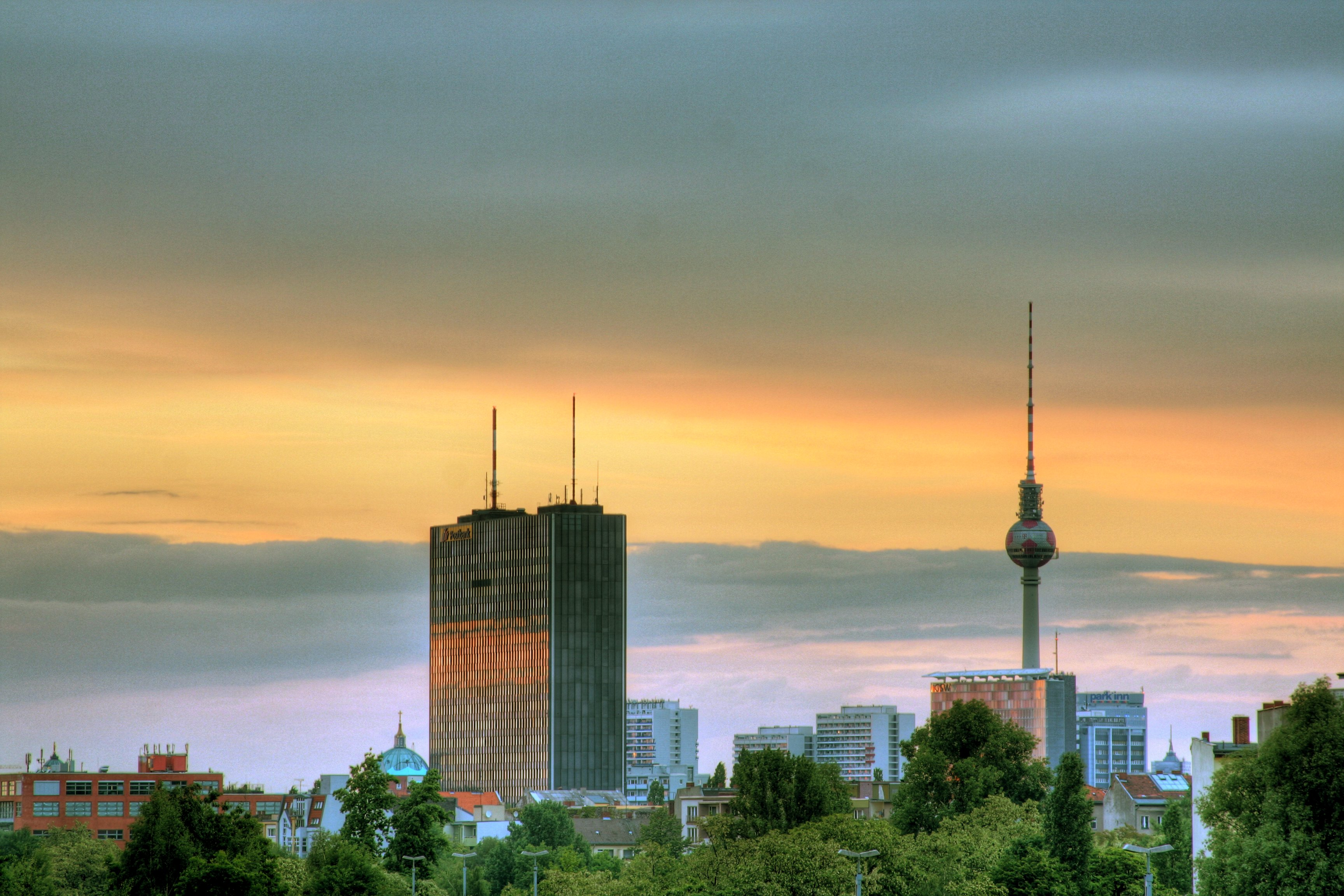
Das Postbank-Hochhaus (ehemals: Postscheckamt Berlin West) und der Berliner Fernsehturm

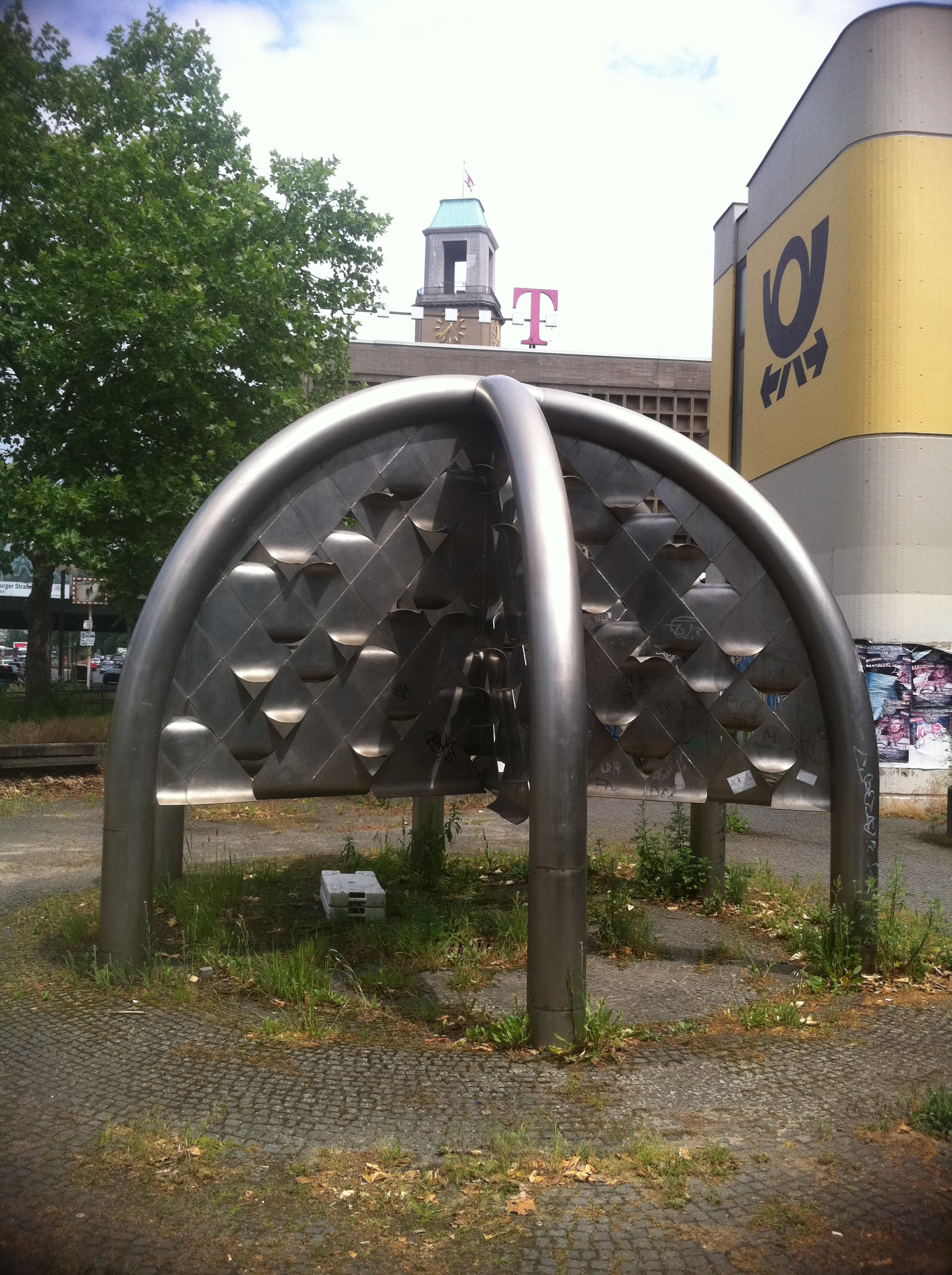
Kunst am Bau am Postamt Spandau

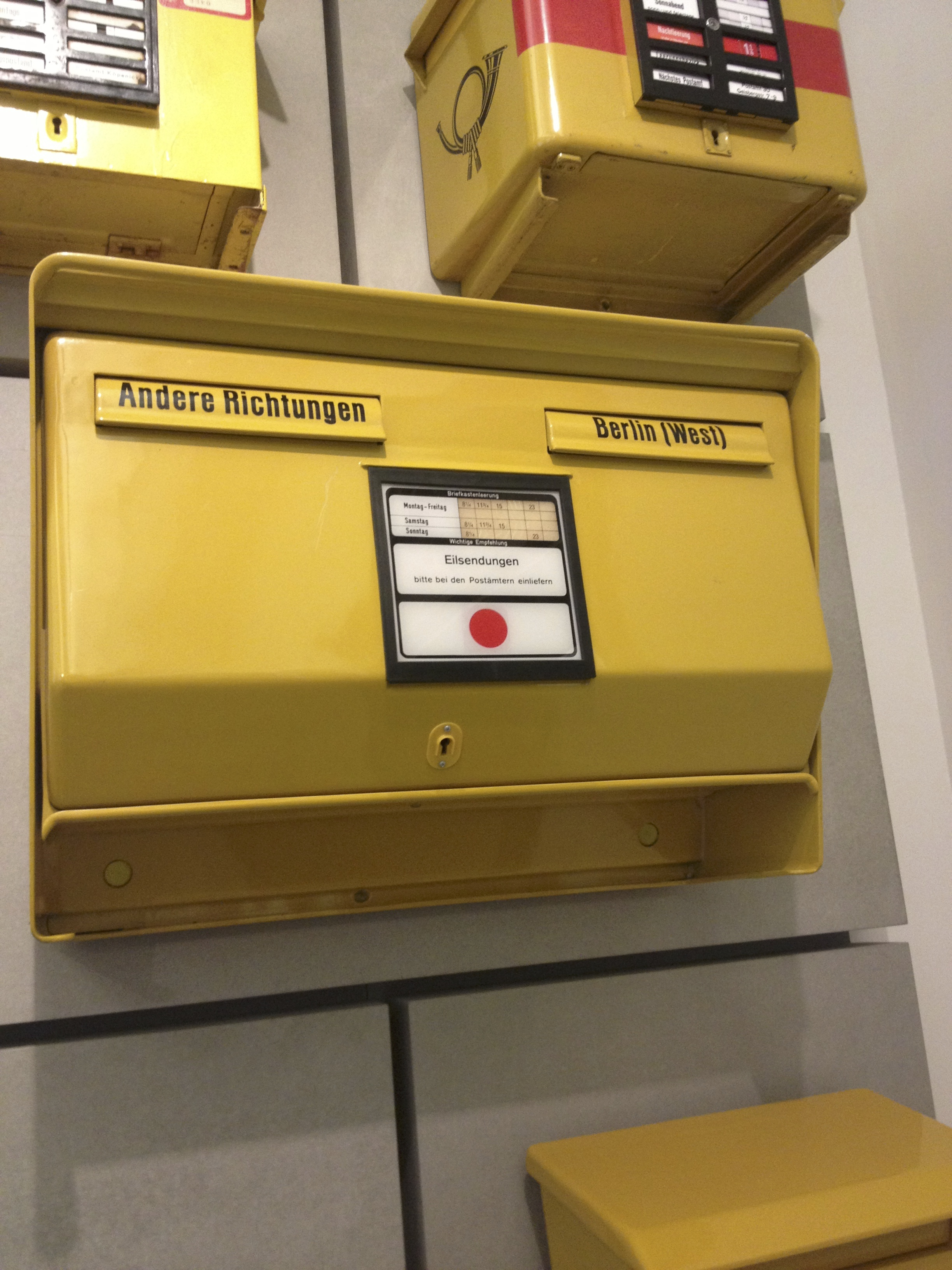
Briefkasten

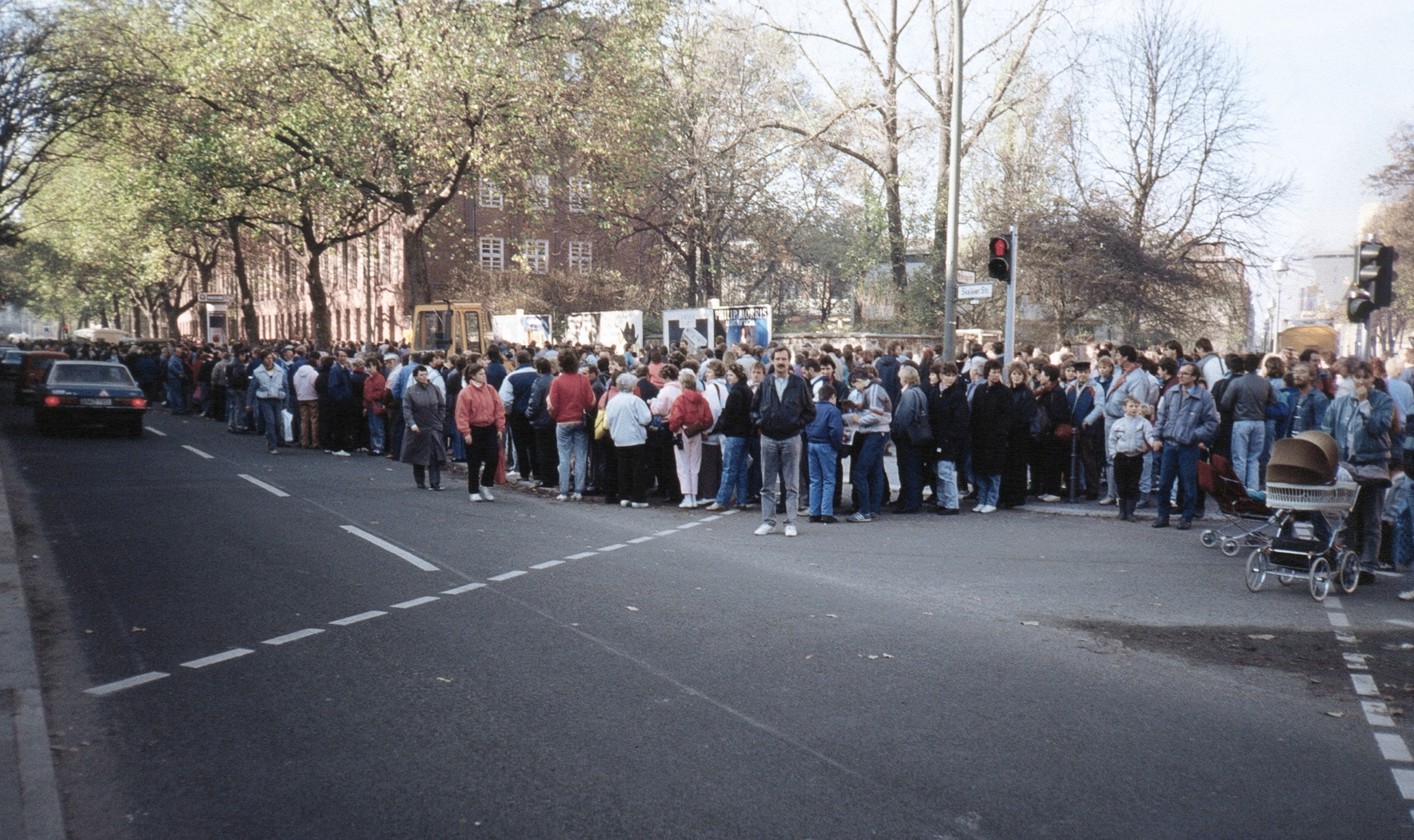
Ausgabe des Begrüßungsgeldes an DDR-Bürger am Postamt 36, 1989

Mit dem 4. Februar 1950 standen die folgenden Eckpunkte fest, die im Wesentlichen bis zur deutschen Wiedervereinigung unverändert blieben:
- Es gab in Deutschland die Gebiete Bundesrepublik, West-Berlin und DDR (bei Sammlern kurz: ‚Bund‘, ‚Berlin‘ und ‚DDR‘), die Briefmarken herausgaben (Bis Mitte 1959 gab es das Saarland noch als viertes Sammelgebiet). Ost-Berlin hatte innerhalb der DDR keinen Sonderstatus.
- Die Marken von West-Berlin und der Bundesrepublik waren wechselseitig gültig.
- Bis auf wenige Ausnahmen wurden keine Berliner Marken an den Postschaltern der damaligen Bundesrepublik und umgekehrt verkauft: Das Postamt im Bonner Bundeshaus führte seit Beginn der 1950er Jahre aus Solidarität mit dem geteilten Berlin sowohl Marken der Deutschen Bundespost als auch Marken der Deutschen Bundespost Berlin. Bei den „Versandstellen für Sammlermarken“ (später: „Versandstellen für Postwertzeichen“) in Weiden, West-Berlin (Postamt Goethestraße) und Frankfurt am Main konnten Postkunden und Sammler die Marken beider Ausgaben beziehen. Die am 1. März 1963 erschienene Berliner 3-Pfennig-Dauermarke mit der Darstellung des Brandenburger Tores im Querformat wurde als Ergänzungswert auch an westdeutschen Postschaltern angeboten.

Eine Änderung im Berliner Postwesen gab es 1954. Bis dahin war der West-Berliner Senat für die Ausgabe von Briefmarken im Westteil der Stadt zuständig. Die Marken trugen in dieser Zeit die Bezeichnung Deutsche Post Berlin. Am 1. April 1954 wurde die Landespostdirektion Berlin gegründet. Diese war de jure kein Teil der Deutschen Bundespost, sondern verdankte ihre Aufgaben und ihre Rechte einer entsprechenden Genehmigung durch die Westalliierten. Faktisch unterstand die Landespostdirektion Berlin der Deutschen Bundespost in allen Bereichen, etwa der Vermögensverwaltung oder dem Haushalt. Die Alliierten erlaubten, dass ab 1955 die Briefmarkenausgaben der Landespostdirektion die Bezeichnung Deutsche Bundespost Berlin trugen, eine Organisation mit diesem Namen gab es jedoch nie.
Durch die Ausgabe einer Sondermarke zugunsten von Hochwassergeschädigten wurden 1956 insgesamt 150.000 Mark (kaufkraftbereinigt in heutiger Währung: rund 446.000 Euro) an Spendengelder eingesammelt.
Die Landespostdirektion unterhielt eine eigene Fachhochschule, die ab 1976 auch für Studenten geöffnet wurde, die keine Mitarbeiter der Post waren. 1971 wurde das neue Postscheckamt in Betrieb genommen.
Nach der Maueröffnung übernahm auch die Post die Verteilung des Begrüßungsgeldes an DDR-Bürger.
Im Jahr 1990 erhielt Deutschland im Zwei-plus-Vier-Vertrag die volle Souveränität. Neben anderen Einschränkungen wurde auch der Sonderstatus West-Berlins aufgehoben. Somit bestand kein Zwang mehr, eigene Briefmarken für Berlin auszugeben. Die letzte Berliner Marke erschien am 27. September 1990, wenige Tage vor der Wiedervereinigung. Die Deutsche Bundespost Telekom begann noch 1990 mit der Installation von Kartentelefonen in Ost-Berlin, später wurde der Telekommunikationsbereich komplett aus der Post herausgelöst. Am 1. Februar 1991 wurde die West-Berliner Landespostdirektion in Oberpostdirektion umbenannt und war fortan für ganz Berlin zuständig. Das Postmuseum Berlin An der Urania wurde zugunsten des Postmuseums in Ost-Berlin geschlossen.
Die letzten Monate brachten noch einmal einige Änderungen in den Gültigkeitszeiträumen der Briefmarken:
- Noch gültige Marken West-Berlins durften ab dem 2. Juli 1990 auch in der DDR verwendet werden.
- Ab dem 2. Juli 1990 wurden in der DDR Marken in D-Mark-Währung ausgegeben. Diese Marken waren umgekehrt auch in West-Berlin bis zum 31. Dezember 1991 gültig.

Zum 31. Dezember 1991 endete die Gültigkeit aller Berliner Briefmarken. Durch Sammler und Postkunden wurden Bestände an Briefmarken in den letzten Wochen aufgebraucht, dies erklärt die Abstempelungen aus dem Dezember 1991 auf Marken verschiedener Jahrgänge. Es gab jedoch auch die Möglichkeit des Umtauschs in Briefmarken der deutschen Bundespost. Für Berlin vorgesehene Briefmarken wurden Ende 1990 und 1991 als Ausgaben des wiedervereinten Deutschland ausgegeben.

## Briefmarken Berlins als Sammelgebiet
Seit je her wurden Briefmarken Berlins insbesondere als Vervollständigung einer Sammlung von Briefmarken der Bundesrepublik gesammelt. Bis 1955 verausgabte die Post als Sammlerprodukte amtliche Ersttagsbriefe und von 1956 bis 1958 und dann wieder ab 1975 Ersttagsblätter. Aufgrund von enormen Wertsteigerungen der Briefmarkenausgaben von 1945 bis etwa 1955, führte dies zu einem enormen Anstieg von Sammlern und Briefmarkenausgaben in den 1960er und 1970er Jahren, entsprechend groß ist heute das Angebot aus jener Zeit. Umso bedeutender sind jene Bereiche, die damals von Sammlern ignoriert wurden, etwa Belege und Abstempelungen aus dem echten Postverkehr. Überhaupt kommt dem Sammelgebiet Berlin eine Bedeutung der Stempel zu, wie kaum in einem anderen Sammelgebiet.

### Übersicht über die Briefmarken-Ausgaben

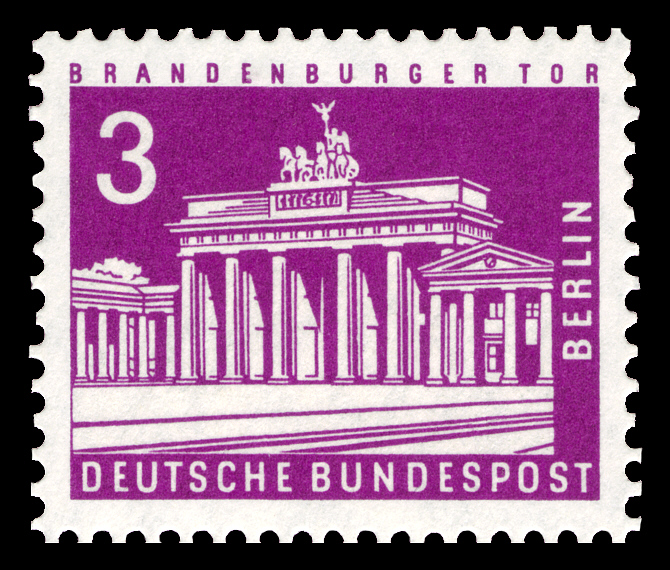
West-Berliner Briefmarke von 1963 mit dem im Ostteil der Stadt liegenden Brandenburger Tor

8 Pf Porto innerhalb Berlins

Beginnend mit der Schwarzaufdruck-Ausgabe enden die Berliner Ausgaben mit der Michel-Nummer 879. Da vier Nummern nicht vergeben wurden, hatte Berlin 875 Ausgaben und acht Blocks. Davon waren:
- 80 eigenständige Dauermarken, davon 38 Überdrucke der 2. Kontrollratsausgabe (Schwarz-, Rot- und Grünaufdruck) und 42 andere (Berliner Bauten und Berliner Stadtbilder)
- 159 Dauermarken, motiv- und wertgleich zu den entsprechenden Marken der Bundespost, unterscheidbar durch die Inschrift „Deutsche Bundespost Berlin“ (Heuss (Medaillon), Bedeutende Deutsche, Deutsche Bauwerke aus 12 Jahrhunderten I und II, Brandenburger Tor, Bundespräsident Gustav Heinemann, Unfallverhütung, Industrie und Technik, Burgen und Schlösser, Frauen der deutschen Geschichte, Sehenswürdigkeiten). Drei dieser Marken erschienen nur in Berlin, um das Porto für Postkarten innerhalb Berlins abdecken zu können (8 Pf „Bauwerke II“, 8 und 15 Pf „Heinemann“). Gleiche Marken der Bundespost hatten jeweils den gleichen Ausgabetag mit Ausnahme des 20-Pfennig-Wertes der „Burgen und Schlösser“ und des 60-Pfennig-Wertes der „Frauen der deutschen Geschichte“. Da die Serien „Frauen der deutschen Geschichte“ und „Sehenswürdigkeiten“ nach der Wiedervereinigung von der Bundespost fortgesetzt wurden, sind diese Sätze aus Berlin wesentlich kleiner. Aber schon während der Berliner Ausgabezeit erschienen nicht alle Marken in Berlin (es fehlten: der Wert zu 1,20 DM der „Frauen“ und die Werte zu 33 Pf, 38 Pf, 45 Pf, 90 Pf und 2,80 DM der „Sehenswürdigkeiten“). Vorher war der 90-Pfennig-Wert der „Bedeutenden Deutschen“ der einzige Wert dieser Serien, der in Berlin nicht verausgabt wurde.

- 587 eigenständige Berliner Sondermarken. Dazu gehören auch acht Blocks.
- 49 Sondermarken, motiv- und wertgleich zu den entsprechenden Marken der Bundespost mit der Inschrift „Deutsche Bundespost Berlin“. Gleiche Marken der Bundespost hatten jeweils den gleichen Ausgabetag.

Von 1949 bis 1989 erschienen zudem 15 Markenheftchen in den Haupttypen, einschließlich der Auflagen mit unterschiedlicher Werbung auf dem Deckel waren es 51.
Ab 1987 gab es auch in Berlin Automatenmarken, Motiv war das Schloss Charlottenburg.

### Verfügbarkeit
Das bequeme „Sammeln im Abonnement“ hatte zu einem Anstieg der Anzahl von Sammlern geführt. Diese Sammlungen sind später auf den Markt gekommen und haben zu einem sehr großen Angebot von postfrischen und Versandstellen-gestempelten Briefmarken geführt, zusätzliche Produkte wie Ersttagsbriefe, Ersttagsblätter, Numisbriefe und andere sind in großer Anzahl auf dem Markt.
Briefmarken mit Stempeln aus dem realen Postverkehr aus Berlin wurden früher von Sammlern gemieden und fanden sich eher in beiläufigen Sammlungen, etwa von Kindern. Heute hat sich die Situation umgekehrt, gut erhaltene Briefmarken aus dem realen Postverkehr sind gefragter als vermeintlich perfekte philatelistische Produkte.

### Besonderheiten
Die Portostufen West-Berlins entsprachen denen der Bundesrepublik, mit der Ausnahme von Briefen und Postkarten, die innerhalb Gesamtberlins verschickt wurden, für die bis zum 31. März 1991 ein ermäßigtes Porto galt. Diese Portostufe „im Ortsverkehr“ war in der Bundesrepublik schon am 1. März 1963 abgeschafft worden.

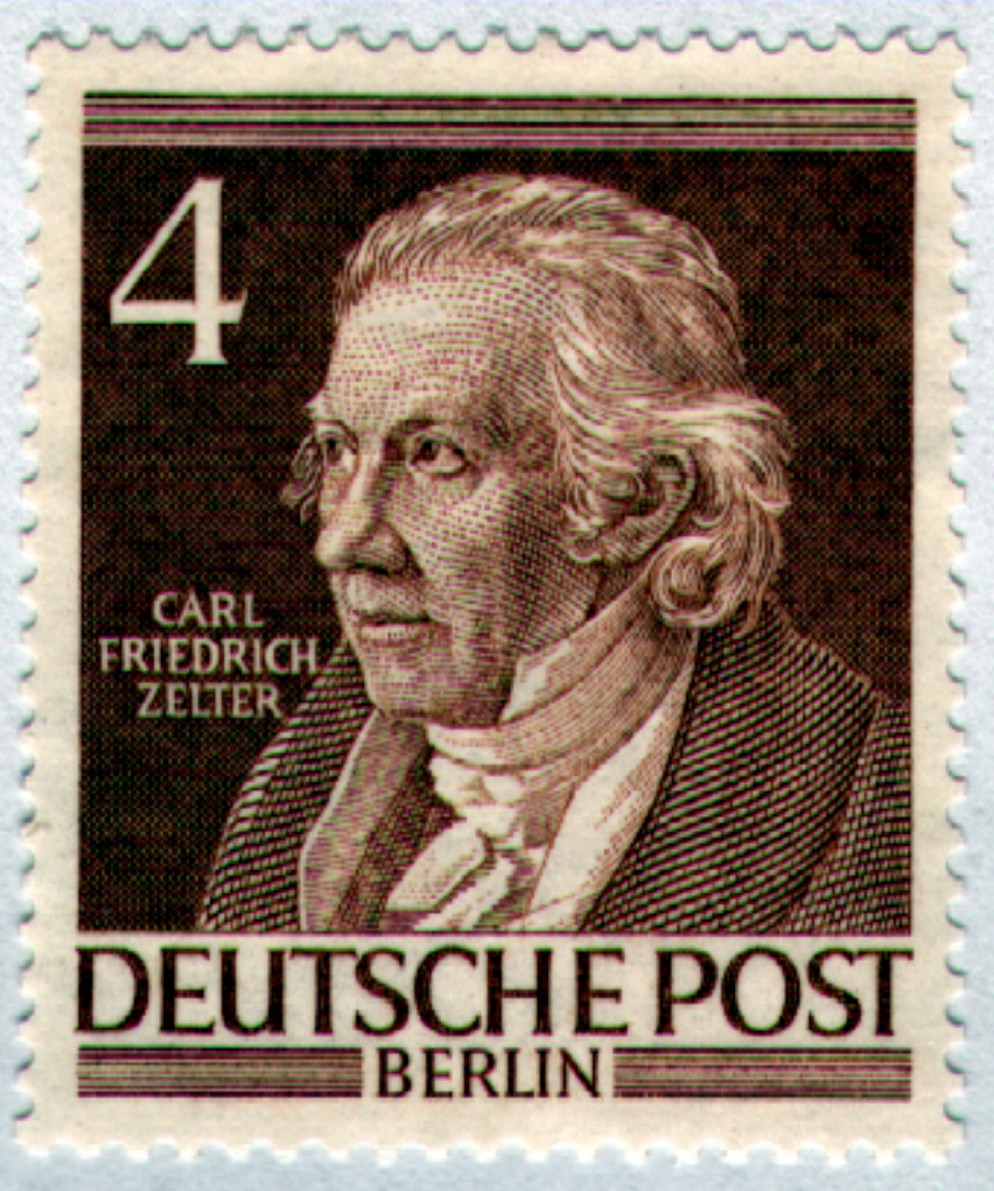
Carl Friedrich Zelter, Briefmarke 1952, Michel-Nr. 91

Die Inschriften der Berliner Marken (nach Michel-Nummern):
- 1–90, 101–105, 112–113, 118: Deutsche Post
- 91–100, 106–111, 115–117, 119–125: Deutsche Post Berlin
- 126–127: Landespost Berlin
- 128–879: Deutsche Bundespost Berlin

Am 1. Dezember 1948 wurden in der amerikanischen und britischen Zone Steuermarken (Notopfer Berlin) zu 2 Pfennig zugunsten Berlins ausgegeben. Alle Postsendungen mussten zusätzlich mit einer dieser Marken frankiert werden, sonst wurde die Sendung nicht befördert. Später wurden diese Marken auch in der französischen Zone obligatorisch. Ab dem 1. Januar 1950 galt der Verwendungszwang für die neugegründete Bundesrepublik. Sendungen nach und von Berlin sowie in die SBZ bzw. DDR benötigten die Marke nicht. Am 1. April 1956 endete die Verpflichtung, wobei einzelne Sendungsarten schon vorher von der Steuerpflicht befreit worden waren. Obwohl das Markenbild im Wesentlichen aus der Inschrift „Berlin“ bestand, sind dies keine Berliner Briefmarken, sondern reine Steuermarken.
Zu den wenigen Ausgaben, die auch an Postschaltern der Bundesrepublik verkauft wurden, gehörten die 1-Pf- und die 3-Pf-Ausgabe der „Berliner Stadtbilder“ Es wurde empfohlen, die 1-Pf-Marke als Merkmal der Solidarität mit Berlin zusätzlich zur Frankatur zu verwenden. Die 3-Pf-Marke wurde benötigt, da das Drucksachenporto von 7 Pf auf 10 Pf angehoben wurde. Eine andere 3-Pf-Marke stand nicht zur Verfügung.
Die Dauerserie „Frauen“ hatte einigungsbedingt nur eine Laufzeit von rund vier Jahren. Sauber bedarfsgestempelte Exemplare aus dem Berliner Postverkehr gelten (anders als die mit Stempeln der Versandstellen) als selten, insbesondere für die seltener gebrauchten Werte.
Da das Gebiet der Ausgabe thematisch sehr begrenzt war, wurden auch Nischenthemen mit Ausgaben gewürdigt, so etwa das Jubiläum einer Schule oder Omnibusse der BVG. „500 Jahre Post“ war 1990 die letzte Sondermarke, die als Gemeinschaftsausgabe mit der Bundespost erschien. Insgesamt erschien sie motivgleich für die Bundesrepublik Deutschland, Berlin, die DDR, Österreich und Belgien.

### Bedeutung der Abstempelungen

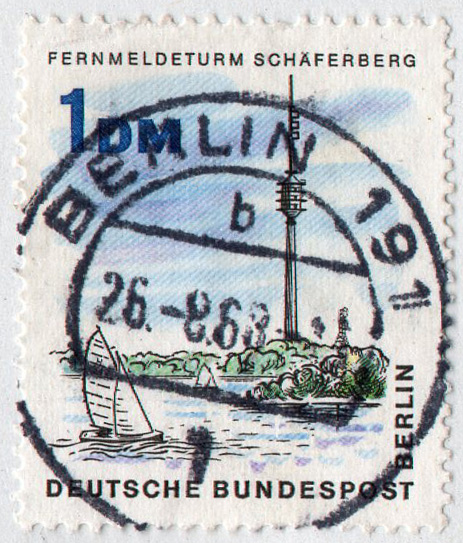
Briefmarke Mi. Nr. 264 von 1965 mit einer zentrischen Abstempelung vom Zweigpostamt 191

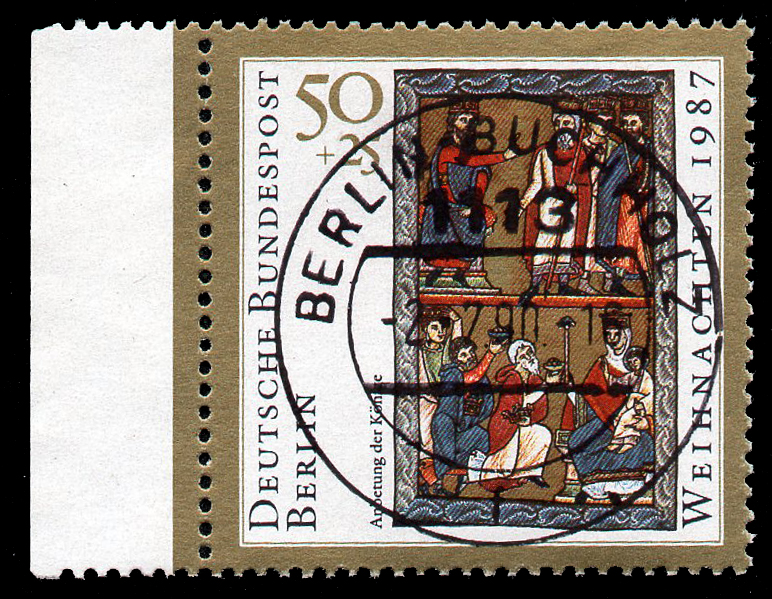
Briefmarke Mi. Nr. 797 von 1987 abgestempelt nach der Währungsreform in Ost-Berlin, 1990

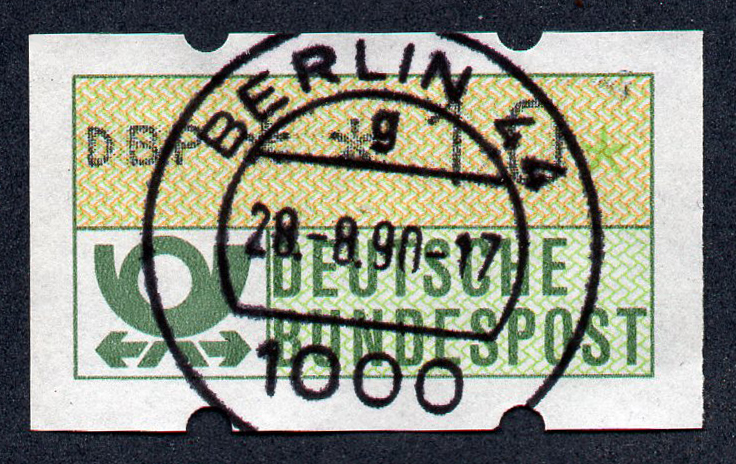
Automatenmarke aus einem westdeutschen Briefmarkenautomaten, verwendet in Berlin-Neukölln

Verschiedene Abstempelungen am Beispiel einer Berliner Briefmarke von 1971

Eine große Bedeutung kommt im Sammelgebiet Berlin den Abstempelungen zu, da die Briefmarken wechselseitig auch in Westdeutschland gültig waren, ferner bis 1991 in ganz Deutschland und damit auch auf dem Gebiet der vormaligen DDR.
Folgende Stempelkategorien sind auf Berliner Briefmarken anzutreffen:
- Tagesstempel von Postämtern in West-Berlin (auch BERLIN 12 bis auf unten genannte Varianten, auch BERLIN 11 bis auf Maschinenstempel): Post, die an den Schaltern aufgegeben wurde, wurde dort auch meistens abgestempelt (ein Teil erst in der zentralen Sortierstelle). Gute Abstempelungen aus der Bedarfspost aus Berlin sind gefragt und erzielen gute Preise, die nicht selten Katalog-Notierungen um ein Vielfaches übertreffen.
- Maschinenstempel BERLIN 11 der zentralen Sortierstelle: Sämtliche Post, die in Briefkästen aufgegeben wurde, wurde in der Sortierstelle von Berlin 11 maschinengestempelt. Auch ein Teil der Post von den Postämtern wurde hier abgestempelt. Nebenan gab es jedoch auch das Postamt Berlin 11. Berlin 11-Stempel sind häufiger als solche anderer Berliner Postämter, als Stücke der Berliner Bedarfspost sind diese jedoch bei Sammlern fast ebenso beliebt.
- Tagesstempel von Postämtern in Berlin-Ost (1990–1991). Für rund ein 1 1⁄2 Jahre war es möglich, West-Berliner Briefmarken im Ostteil der Stadt zwar nicht am Postschalter zu kaufen, aber doch zu verwenden. Insbesondere Kaufleute und Institutionen aus West-Berlin nutzten das geringere Porto, um dort Post aufzugeben, auch mit Beständen von Briefporto-Aufkäufern (aus alten Sammlungen), sowie der Eigenbedarf von Sammlern aus dem Osten der Stadt. Trotzdem macht die kurze Zeit dieser Möglichkeit solche Abstempelungen selten und gefragt. Sie gelten West-Berliner Abstempelungen je nach Präferenz als gleichwertig oder wertvoller.
- Tages- und Maschinenstempel von Postämtern im alten Bundesgebiet (und 1990–1991 im neuen Bundesgebiet): Offiziell waren West-Berliner Briefmarken nur dort erhältlich, sowie über die Verkaufsstellen in Frankfurt am Main (und später auch zusätzlich in Weiden). Die Ansicht, dass der Westen Berlins Teil der Bundesrepublik ist, veranlasste nicht nur Sammler Berliner Briefmarken im ganzen Bundesgebiet abstempeln zu lassen oder zu verwenden. Es wird spekuliert, dass auch bundesdeutsche Postämter aus dem gleichen Grund unregelmäßig Berliner Briefmarken verkauften. In der Folge sind Gebrauchsstempel aus dem Bundesgebiet häufiger anzutreffen, als solche aus Berlin. Die heutige Nachfrage nach derartigen heimatlichen Abstempelungen hält sich in Grenzen.
- Briefmarken-Versandstellen BERLIN-Charlottenburg 2 (as, ax, bl), BERLIN 12 (bk, bn, br, by, ce, ci, co, cn, de, dn, dr) und Motivstempel, FRANKFURT 1 (ez) und WEIDEN, OBERPF 1 (ap): Generationen von Sammlern bevorzugten sich gestempelte Briefmarken von den Versandstellen zukommen zu lassen, diese waren handgestempelt oder mit aufgedruckten Stempeln und sind in extrem großer Anzahl auf dem Markt. Als philatelistische Besonderheit sind diese heute kaum gefragt, die Lagerbücher der Händler sind voll mit Briefmarken aus dem „Sammeln im Abonnement“.

Falschstempel mit vermeintlich zeitgenössischen aber falschen Gummistempeln oder auch aufkopierte Stempel, beides angeblich von Postämtern aus West-Berlin, tauchen immer wieder auf, insbesondere bei Briefmarken aus Blocks, bei Briefmarken mit Zuschlägen und bei Dauermarken jenseits der Briefportostufen, darunter Maschinenstempel Berlin 11 in unüblich satter Farbauflage und Berlin 12 mit dem dort nie existenten Unterscheidungszeichen mc.

## Verwendung westdeutscher Briefmarken in Berlin (West)
Briefmarken aus Berlin und aus der alten Bundesrepublik waren wechselseitig gültig. Aufgrund des Berlin-Status wurden die westdeutschen Briefmarken in Berlin allerdings nur am Sammlerschalter des Postamtes 12 verkauft, sowohl postfrisch als auch mit dem Versandstellen-Stempel von Berlin 12. Verwendung anderer Postämter und selbst der Maschinenstempel von Berlin 11 kommen folglich nicht sehr häufig vor, obwohl die Auflagen der Briefmarken selbst hoch waren. Die verwendeten Exemplare stammen meist von Postkunden, die die Marken von Aufenthalten im Bundesgebiet mitbrachten. Sonderstempel und die Versandstellen-Ausführung des Stempels Berlin 12 sind hingegen häufig anzutreffen.
Im Zuge der deutschen Wiedervereinigung wurden in beiden früheren Teilen Berlins Briefmarken der Bundesrepublik eingeführt und waren an allen Postämtern erhältlich, darunter auch westdeutsche Dauermarken, die früher verausgabt wurden.

## Postämter in Berlin (West)
Um anhand der Abstempelung die in West-Berlin benutzten Marken und Briefe zu erkennen, werden nachfolgend die ehemaligen zuständigen Postämter aufgeführt. Die Bezeichnung änderte sich mit Einführung der Postleitzahlen.

### Selbstständige Postämter in Berlin (West), vor Einführung des Postleitzahlensystems von 1962
- Berlin N 20, 28, 31, 49, 65, 69, 96
- Berlin NW 21, 23, 40, 52, 87, 108
- Berlin SW 11, 29, 47, 61, 68, 77
- Berlin S 59
- Berlin SO 26, 36
- Berlin W 10, 15, 30, 35, 50, 51, 57
- Berlin-Borsigwalde
- Berlin-Britz 1
- Berlin-Charlottenburg 1, 2, 4, 5, 7, 9
- Berlin-Dahlem
- Berlin-Friedenau 1, 2
- Berlin-Frohnau 1, 2
- Berlin-Grunewald 1, 2, 3
- Berlin-Halensee 1, 2
- Berlin-Hermsdorf 1, 2, 3
- Berlin-Kladow
- Berlin-Lankwitz 1, 2
- Berlin-Lichtenrade 1
- Berlin-Lichterfelde 1, 2, 3, 4, 5, 6
- Berlin-Mariendorf 1, 2, 3
- Berlin-Marienfelde
- Berlin-Neukölln 1, 2, 3, 4, 5, 6
- Berlin-Nikolassee
- Berlin-Reinickendorf 1, 2, 3
- Berlin-Rudow
- Berlin-Schlachtensee
- Berlin-Schmargendorf
- Berlin-Schöneberg 1, 4
- Berlin-Siemensstadt
- Berlin-Spandau 1
- Berlin-Staaken
- Berlin-Steglitz 1, 2, 3, 4, 5
- Berlin-Tegel 1, 2, 4
- Berlin-Tegel-Flughafen
- Berlin-Tempelhof 1, 2, 3, 4, 5
- Berlin-Waidmannslust
- Berlin-Wannsee 1, 2
- Berlin-Wilmersdorf 1, 2, 3
- Berlin-Wittenau
- Berlin-Zehlendorf 1, 2, 4, 5, 7

### Zweigämter in Berlin (West), vor Einführung des Postleitzahlensystems von 1962
Die Zweigämter stempelten hauptsächlich die am Postschalter aufgelieferten Sendungen ab.
- Berlin-Buckow Ost
- Berlin-Buckow West
- Berlin-Eichkamp
- Berlin-Gatow
- Berlin-Haselhorst
- Berlin-Heiligensee
- Berlin-Konradshöhe
- Berlin-Lübars
- Berlin-Neuheiligensee 1, 2
- Berlin-Plötzensee
- Berlin-Ruhleben
- Berlin-Südende
- Berlin-Tegelort
- Berlin-Zentralflughafen

Ferner alle Postämter mit obigen Namen, die sich nur durch zusätzliche Nummern (wie Berlin-Tegel 2) oder Zusätze wie „Ost 2“ (wie bei Berlin-Reinickendorf) unterscheiden.
Zu beachten ist, dass sich die Postämter Berlin W 1, NW 6, NW 7, W 8, W 9 und Staaken über Falkensee im Sowjetsektor Berlins oder in der SBZ befinden, daher außer Betracht kommen.
Nach der Einführung des neuen bundesdeutschen Postleitzahlensystems 1962 wurden die Nummern der Alt-Berliner Zustellbezirke Berlin W 15, Berlin NW 21, Berlin W 30, Berlin SO 36, Berlin SW 61 und Berlin N 65 ohne die Abkürzungsbuchstaben weitergeführt, ebenso die Nummer des Postamtes Berlin SW 11 als Berlin 11. Aus Berlin-Charlottenburg 1, 2 und 9 wurden Berlin 10, Berlin 12 und Berlin 19. Die anderen Zustellpostämter erhielten neue, bislang nicht vergebene zweistellige Nummern, die einem geografisch gegliederten System folgten (mit ‚2‘ beginnende Nummern im Norden, mit ‚3‘ beginnende im Südwesten usw.), in das sich die weitergeltenden Alt-Berliner Nummern teilweise nicht einfügten.

### Bezeichnung der Postämter mit zweistelliger Nummer in Berlin (West), nach Einführung der Postleitzahlen
Mit Einführung der Postleitzahlen zunächst als 1 Berlin XX, ab den 1970er Jahren als 1000 Berlin XX ausgeschrieben. Zusätzlich sind in der Liste die seit 1993 gültigen Postleitzahlen der Zustellbezirke angegeben.
- Berlin 11 (Zentrale Sortierstelle, ex SW 11)
- Berlin 10 (Charlottenburg), seit 1993: 10585–10589 Berlin
- Berlin 12 (Charlottenburg), seit 1993: 10623–10629 Berlin
- Berlin 13 (Charlottenburg-Nord und Siemensstadt), seit 1993: 13627–13629 Berlin
- Berlin 15 (ex W15; Charlottenburg und Wilmersdorf), seit 1993 zusammen mit Berlin 31: 10707–10719 Berlin
- Berlin 19 Charlottenburg, seit 1993: 14050–14059 Berlin
- Berlin 20 (Spandau, Staaken und Haselhorst), seit 1993: 13581–13599 Berlin
- Berlin 21 (Moabit), seit 1993: 10551–10559 Berlin
- Berlin 22 (Gatow und Kladow), seit 1993: 14089 Berlin
- Berlin 26 (Wittenau), seit 1993: 13435–13439 Berlin
- Berlin 27 (Tegel, Konradshöhe und Heiligensee), seit 1993: 13503–13509 Berlin
- Berlin 28 (Frohnau, Hermsdorf, Lübars und Waidmannslust), seit 1993: 13465–13469 Berlin
- Berlin 30 (Schöneberg-Nord und Tiergarten-Süd), seit 1993: 10777–10789 Berlin
- Berlin 31 (Wilmersdorf), seit 1993 zusammen mit Berlin 15: 10707–10719 Berlin
- Berlin 33 (Grunewald, Schmargendorf und Dahlem), seit 1993: 14193–14199 Berlin
- Berlin 36 (Kreuzberg-Ost), seit 1993: 10997–10999 Berlin
- Berlin 37 (Zehlendorf), seit 1993: 14163–14169 Berlin
- Berlin 38 (Nikolassee), seit 1993: 14129 Berlin
- Berlin 39 (Wannsee), seit 1993: 14109 Berlin
- Berlin 41 (Steglitz und Friedenau), seit 1993: 12157–12169 Berlin
- Berlin 42 (Tempelhof und Mariendorf), seit 1993: 12099–12109 Berlin
- Berlin 44 (Neukölln), seit 1993: 12043–12059 Berlin
- Berlin 45 (Lichterfelde), seit 1993: 12203–12209 Berlin
- Berlin 46 (Lankwitz), seit 1993: 12247–12249 Berlin
- Berlin 47 (Britz, Buckow und Rudow), seit 1993: 12347–12359 Berlin
- Berlin 48 (Marienfelde), seit 1993: 12277–12279 Berlin
- Berlin 49 (Lichtenrade), seit 1993: 12305–12309 Berlin
- Berlin 51 (Reinickendorf-Ost), seit 1993: 13403–13409 Berlin
- Berlin 52 (Reinickendorf-West), später (vor 1993) in Berlin 51 einbezogen
- Berlin 61 (Kreuzberg-West), seit 1993: 10961–10969 Berlin
- Berlin 62 (Schöneberg-Süd), seit 1993: 10823–10829 Berlin
- Berlin 65 (Wedding), seit 1993: 13347–13359 Berlin
- Berlin 77 (Verzollungszentrum)

Die Zweigpostämter trugen dreistellige Nummern, deren erste zwei Ziffern mit der Nummer des zuständigen Hauptpostamtes identisch waren. So trug das bekannteste dieser Zweigpostämter, in Charlottenburg im Bahnhof Zoologischer Garten, die Nummer Berlin 120.
Die zweistelligen Postamtsnummern wurden bis zur Einführung der fünfstelligen Postleitzahlen 1993 auch als Zustellbezirksnummern benutzt. 1993 wurden alle in West-Berlin bestehenden Zustellbezirke in je einen neuen Leitbereich umgewandelt, dem eine Nummerngruppe zugeordnet ist, einzige Ausnahme bildet die Zusammenlegung von Berlin 15 mit Berlin 31 zu einem Leitbereich (Zustellbezirke 10707–10719). Als Postamtsnummern sowie als Anfangsziffern der Postfachnummern sind die seit 1962 gültigen Nummern weiterhin in Gebrauch. Seit ca. 2015 wurden auf Poststempeln die Nummern der Bezirke durch Ortsbezeichnungen abgelöst. Die früheren Sortierstellen Berlin 11 (West) und Berlin BPA (Ost) wurden durch Briefzentren abgelöst.